# Beilun
Beilun är ett stadsdistrikt i den kinesiska provinsen Zhejiang, och är belägen i Ningbos subprovinsiella stad. Beilun domineras av den internationella hamnen som är belägen i den östligaste delen av Hangzhoubukten.
Distriktet hade 382 278 invånare vid folkräkningen år 2000. Beilun var samma år indelat i två gatuområden (jiedao), vilka utgör en del av Ningbos centralort, sju köpingar (zhèn) samt två socknar (xiāng). Den största orten i distriktet, utanför centrala Ningbo, är Xinqi med 91 359 invånare (2000).